# Linea Meitetsu Bisai
La linea Meitetsu Bisai (名鉄尾西線?, Meitetsu Bisai-sen) è una ferrovia suburbana a scartamento ridotto che collega le stazioni di Tamanoi, nella città di Ichinomiya e Yatomi, nella città omonima, entrambe nella prefettura di Aichi, in Giappone. La linea, di 30,9 km è una delle maggiori appartenenti alle Ferrovie di Nagoya. Nel 2011 la linea trasportava mediamente 17.000 passeggeri al giorno,

## Dati principali
- Lunghezza: 99,8 km
- Numero di stazioni: 60
- Scartamento ferroviario: 1,067 mm
- Binari:
  - Raddoppio: da Saya a Morikami
  - Singolo: per il resto della linea
- Elettrificazione: 1,500 V CC
- Sistema di blocco: automatico
- Velocità massima: 100 km/h (generalmente i treni non superano i 90 km/h)

## Servizi
La linea ha servizi solo locali, e tutti i treni fermano in tutte le stazioni. Sono presenti anche dei diretti per la stazione di Meitetsu Nagoya.
Le abbreviazioni sono a fini pratici per la lettura della tabella sottostante:
- Lo: Locale (普通?, Futsū)
SE: Semiespresso (準急?, Junkyū)
EX: Espresso (急行?, Kyūkō)
EL: Espresso Limitato (特急?, Tokkyū)

## Stazioni
Legenda
I treni fermano in corrispondenza del simbolo "●"
Binari: ｜: binbario singolo; ◇: binario singolo con possibilità di incrocio dei treni; ∧: da qui binario doppio; ∥: binario doppio; ∨: da qui binario singolo
| Stazione            | Giapponese | Distanza Interst. | Distanza totale | SE | EX | EL | Collegamenti                                                                 | Binari | Posizione  |
| ------------------- | ---------- | ----------------- | --------------- | -- | -- | -- | ---------------------------------------------------------------------------- | ------ | ---------- |
| Yatomi              | 弥富       | -                 | 0.0             |    |    |    | Linea JR Kansai Linea Kintetsu Nagoya (Kintetsu Yatomi)                      | ｜     | Yatomi     |
| Gonosan             | 五ノ三     | 2.5               | 2.5             |    |    |    |                                                                              | ｜     | Yatomi     |
| Saya                | 佐屋       | 2.1               | 4.6             | ●  | ●  | ●  |                                                                              | ∧      | Aisai      |
| Hibino              | 日比野     | 2.0               | 6.6             | ●  | ●  | ●  |                                                                              | ∥      | Aisai      |
| Tsushima            | 津島       | 1.6               | 8.2             | ●  | ●  | ●  | Linea Meitetsu Tsushima                                                      | ∥      | Tsushima   |
| Machikata           | 町方       | 1.4               | 9.6             |    |    |    |                                                                              | ∥      | Aisai      |
| Rokuwa              | 六輪       | 1.5               | 11.1            |    |    |    |                                                                              | ∥      | Inazawa    |
| Fuchidaka           | 渕高       | 1.3               | 12.4            |    |    |    |                                                                              | ∥      | Aisai      |
| Marubuchi           | 丸渕       | 1.0               | 13.4            |    |    |    |                                                                              | ∥      | Inazawa    |
| Kami-Marubuchi      | 上丸渕     | 1.3               | 14.7            |    |    |    |                                                                              | ∥      | Inazawa    |
| Morigami            | 森上       | 1.5               | 16.2            |    |    |    |                                                                              | ∨      | Inazawa    |
| Yamazaki            | 山崎       | 1.1               | 17.3            |    |    |    |                                                                              | ｜     | Inazawa    |
| Tamano              | 玉野       | 1.4               | 18.7            |    |    |    |                                                                              | ｜     | Ichinomiya |
| Hagiwara            | 萩原       | 1.5               | 20.2            |    |    |    |                                                                              | ◇      | Ichinomiya |
| Futago              | 二子       | 1.1               | 21.3            |    |    |    |                                                                              | ｜     | Ichinomiya |
| Kariyasuka          | 苅安賀     | 1.2               | 22.5            |    |    |    |                                                                              | ◇      | Ichinomiya |
| Kannonji            | 観音寺     | 0.7               | 23.2            |    |    |    |                                                                              | ｜     | Ichinomiya |
| Meitetsu Ichinomiya | 名鉄一宮   | 2.1               | 25.3            |    |    |    | Linea Meitetsu Nagoya principale Linea principale Tōkaidō (Owari-Ichinomiya) | ｜     | Ichinomiya |
| Nishi-Ichinomiya    | 西一宮     | 0.7               | 26.0            |    |    |    |                                                                              | ｜     | Ichinomiya |
| Kaimei              | 開明       | 2.1               | 28.1            |    |    |    |                                                                              | ｜     | Ichinomiya |
| Okuchō              | 奥町       | 1.3               | 29.4            |    |    |    |                                                                              | ｜     | Ichinomiya |
| Tamanoi             | 玉ノ井     | 1.5               | 30.9            |    |    |    |                                                                              | ｜     | Ichinomiya |